# Germinal Films, S. Coop. Ltda.
Germinal Films, S. Coop. Ltda. productora de cinema constituïda el 6 de novembre de 1979 per quinze cofundadors i tècnics del mon del cinema.

## Història
En el congrés de la CNT a Saragossa el maig de 1936, sobresurt la idea que les productores de cinema anarquista s'han de socialitzar. Els artistes i tècnic han de ser els que decideixin sobre la distribució, exhibició i equipació d'aquesta manera aconseguirien donar més feina i fer productores més democràtiques.
- 1970, inicis del cinema independent de Barcelona que creixerà a la dècada del 70.
- El 1975, fundació de l'Institut del Cinema Català. Alguns dels fundadors, afiliats del Sindicat de l'Espectacle de la CNT, Secció Cinema Producció.
- 1977, Jornades Llibertàries Internacionals, trobada anarquista internacional que es va celebrar el juliol a Barcelona.
- Derogació el novembre del 1977 de l'antic Codi de Censura Cinematogràfica.
- 1978 La torna i L’orgia, Francesc Bellmunt.
- El desembre de 1978, referèndum de la Constitució espanyola.
- I finalment, la represa de l'Estatut d'Autonomia de Catalunya de 1979.

Els últims anys de la dictadura franquista fan que molts tècnics del Sindicat de l'Espectacle de la CNT, treballin junts en la clandestinitat, pujant el llistó a la censura. S'aconsegueixen més quotes de llibertat, més l'obertura cultural, lingüística i moral. Tots aquests fets fan que la germanor com a tècnics en moltes pel·lícules portin a la creació de la Cooperativa Germinal Films, S. Coop. Ltda.
El 1981 Germinal Films S. Coop. i molts dels seus socis participem com tècnics a “El Vicari d'Olot” de Ventura Pons (1981).
Són anys de recuperació de la identitat històrica i cultural massa temps perduda durant el franquisme.
Pels joves, la llibertat política dona peu a canviar els seus paradigmes i alliberar-se també en els temes sexuals. Els joves s'alliberen sexualment no només de forma personal sinó també col·lectiva i en públic.
En aquest context, molts dels socis de Germinal Films i tècnics a "La Quinta del Porro" de Francesc Bellmunt (1981), decideixen que Germinal Films participi com a productora en la producció de "La Batalla del Porro" de Joan Minguell (1981).
La seva primera seu va ser al Carrer Comtal, 20 (Palau del Baró de Vilagaià, protegida com a Bé Cultural d'Interès Local.) on se’n van rodar moltes de les seves produccions.
Premi de l'Associació Catalana d'Empreses de Vídeo Industrial i Professional (ACEVIP) al millor muntatge 1983
Va sé dissolta pels seus socis el 30 de març del 1987.

### Socis Fundadors
- Manuel Muntaner i Tanganelli, director. Barcelona 1938.
- Miguel Sanz Sanz, guionista. València 1943.
- Antonio Piñero Arcos, càmera.
- Álvaro Agustí Llatas, advocat. (Barcelona 1920- Barcelona 19/02/2021).
- Joan Minguell i Soriano, director de fotografia i realitzador. Barcelona 1950.
- Antonio Felices Dengra, tècnic d'il·luminació.
- Enrique Navarro Monje, director. Valencia.
- Celestí Marbà Brau, ajudant de muntatge i so.
- Vicente Ramirez Gómez, maquinista.
- Anastasi Rinos i Martí, director de muntatge. Barcelona 11/04/1949.
- Francesc Bellmunt i Moreno, director. Sabadell 01/02/1947.
- Carlos Cabeceran Torrent, càmera i steadicam.
- Lluís Ferrando Miralles, productor. Barcelona 1945.
- Tomàs Pladevall i Fontanet, director de fotografia. Sabadell 25/11/1946.
- Juanjo Puigcorbé i Benaiges, guionista i actor. Barcelona 22/07/1955.

### Altres Socis
- Manuel Cussó i Ferrer, Director. Cornellà de Llobregat 1948.
- Joan Armengol i Moliner «Juanitu», actor. (Sabadell 10/07/1949- Badalona 26/05/2004).
- Ramon Caus Rius, productor. Cervera 1954.
- Cristina Solé Ruiz, fotògrafa-realitzadora.
- Carmen Bonet Garcia, comptable.
- Xavier Ferrer, realitzador-productor.
- Xavier Cabrera Muñoz, muntador. Sabadell 1965.
- Mª José Buxó Borràs, productora.
- Xavier Jaumot Baronet, tècnic de so.
- Marcos Pasquín Ferrer, director fotografia.
- Marcel Abril Pérez, realitzador. Barcelona 1963.
- Pere Pau Bayo Gómez, psicòleg. Barcelona 1963.
- Francesc Quilez V., productor TV3. Badalona 1950.
- Albert Medina Miranda, realitzador del departament d’Esports de TV3. (Sant Feliu de Llobregat 19xx-Barcelona 3/1/2017).
- Josep Miquel Aixalà Martí, realitzador publicitat i muntador (Lleida 5/11/1955-Barcelona 2/6/2018). Creu Sant Jordi 2015.

### Col·laboradors
- Gladys Vidot, productora. Barcelona 1929.
- Maribel Vila Nasarre, productora. Barcelona 1963.
- Montse Pinyol, productora. Barcelona 1963.
- Sergi Garriga Riu, càmera i realitzador. Barcelona 1963.
- Alex Herrera, muntador i coordinador postproducció. Barcelona 1963.

## Produccions

### Produccions Cinema
El Vicari d'Olot. Ventura Pons (1981)
En un petit poble de La Garrotxa, Olot, aprofiten la visita d'una autoritat eclesiàstica, en període de vacances, per a organitzar unes jornades sobre el tema de la religió i el sexe en l'actualitat. Això provoca que el poble es divideixi en dos bàndols, els que estan a favor i els que estan en contra del "Congrés".Fins que finalment després d'una sèrie de negociacions entre ambdós bàndols, s'arriba al consens. Una sèrie de personatges típics del poble portaran al feliç final la història, a través de diverses situacions de caràcter còmic i satíric.
Estrena a Barcelona el 9 de març de 1981.
La Batalla del porro. Joan Minguell (1981)
Un grup de quintos que reclamen el voluntariat militar arriba finalment al campament de Caganillas de la Reina. Allà són víctimes de tota mena de novatades a més de les impertinències de l'oficial més sever de tot el campament.
Amb actors com Victoria Abril, Paul Naschy, Pepe Rubianes o Manolo Garcia entre d'altres.
Estrena a Barcelona el 23 de novembre de 1981.

### Produccions Vídeo
Des dels seus inicis Germinal Films produïa clip de vídeo per Caixa de Barcelona, aquests s'exhibien als monitors de vídeo de les seves oficines per promocionar els productes.
Documental Empúries, porta d'entrada de la civilització clàssica a Espanya, el maig de 1983, Empúries, neix pel mar. Segons el geògraf grec Estrabó i l'historiador romà Titus Livi dues ciutats si vàrem formar ben juntes, però a la vegada ben separades per un mur: la dels grecs i la dels hispans. El Comerç les apropava; la seva idiosincràsia, costums i s'establirem també a Empúries. El coneixement de tota aquesta història té un fons literari i arqueològic. Premi millor programa cultural del I Salón Internacional de VídeoCine de Oviedo, 1983.
23/09/1983 Projecció en el Palau de la Virreina del vídeo “OCAÑA” produït el 1982 amb el mateix artista Ocaña per la seva exposició “La Primavera”.

27/09/1983 Instal·lació d'una Pantalla Gegant (10x7 metres) a la Rambla de Canaletes per promocionar els films de la XV Setmana del cinema de Barcelona.
En 1983 Germinal Films es converteix en pionera de la publicitat en Vídeo. Fins a la data en Espanya TVE no acceptava publicitat que no fos en cel·luloide. Un equip de Germinal, (Xavier Ferrer realitzador, Ramon Caus postproducció, Tomas Pladevall fotografia) viatjant a RTL on gravà i muntarà el espot per la Revista Tiempo on Alfredo Amestoy camina sobre la portada de la revista impresa dos dies avants. L’espot es va emetre en vídeo de 1”.
1983 Producció del videoclip “No puedo más” i "Portugal" de los Burros (El ultimo de la fila)
Especial 84. Manuel Muntaner (1984)
Fragments de la novel·la "1984" de George Orwell llegits per la furiosa veu en off de l'autor per acompanyar una producció composta per imatges experimental, retalls de premsa i escenes de pel·lícules. Premi Especial d'Experimentació a la 27 Setmana Internacional de cinema de Barcelona, 17-23 juny 1983. 1er. Premi al III Festival vidéo d'Estavar, 1985, França.